# Asnières-sur-Seine
Asnières-sur-Seine [a.njɛʁ syʁ sɛn] (bis zum Jahr 1968 lautete der offizielle Name Asnières) ist eine Stadt im Département Hauts-de-Seine in Frankreich. Sie liegt nordwestlich von Paris und gehört zum Ballungsgebiet (französisch Banlieue) der Metropole.
Die Stadt hat 91.457 Einwohner (Stand 1. Januar 2022) und eine Fläche von 4,82 km². Die Einwohner werden Asniérois genannt. Die Höhe über dem Meeresspiegel wird mit 22 m bis 43 m angegeben.

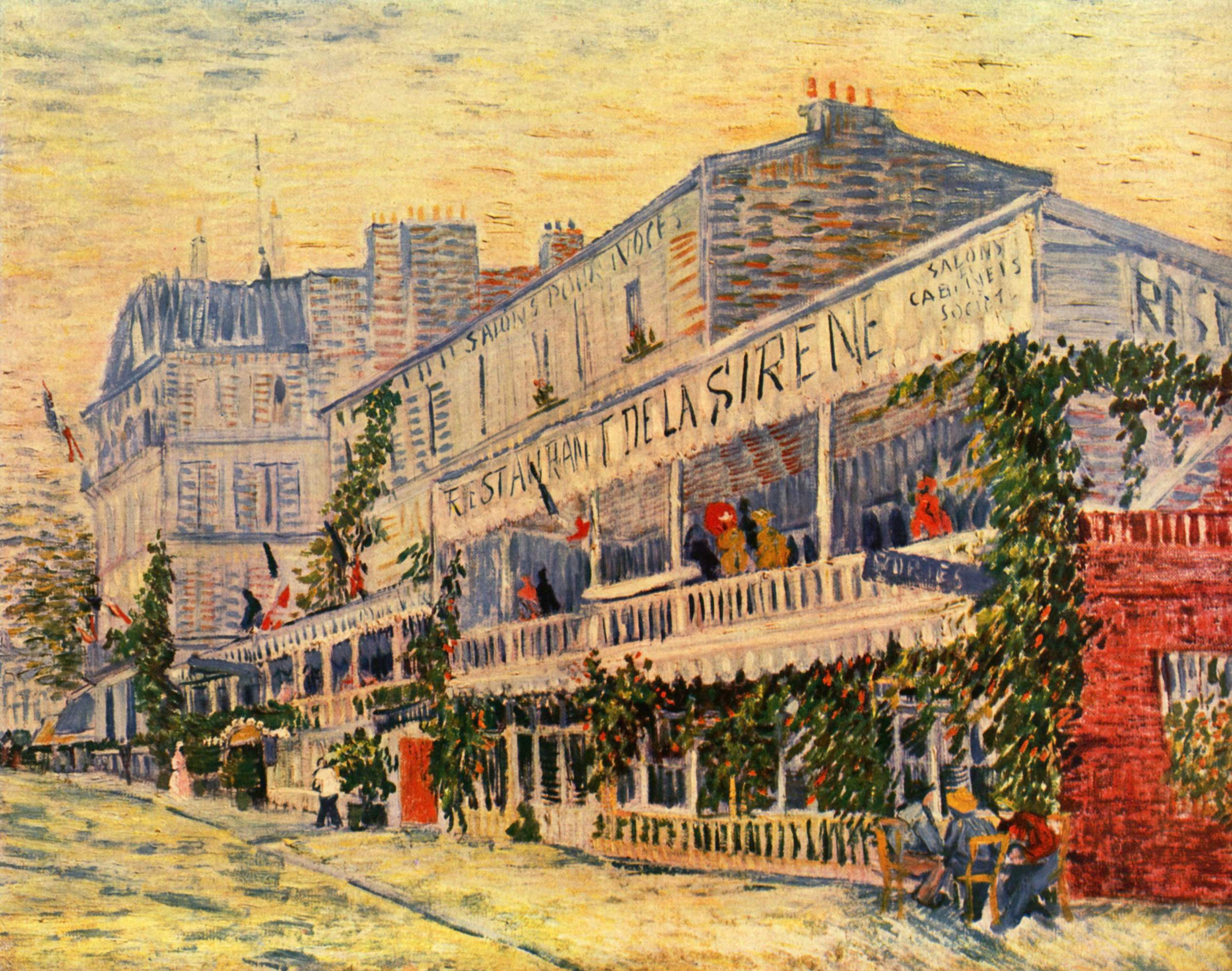
Vincent van Gogh: Das Restaurant de la Sirene in Asnières, 1887

Zu den bedeutendsten Sehenswürdigkeiten der Stadt gehört der Cimetière des Chiens, der im Jahr 1899 eröffnete, vermutlich weltweit älteste Tierfriedhof. Dort ist u. a. auch das Grab des durch viele Kino- und Fernseh-Filme weltberühmten Hundes Rin Tin Tin (1918–1932).
Bei den Olympischen Sommerspielen 1900 in Paris wurden die Wettbewerbe im Schwimmen, Wasserball und Rudern im offenen Wasser der Seine bei Asnières-sur-Seine ausgetragen.
In der Stadt befinden sich u. a. Betriebe der Konzerne L’Oréal, Eiffage und LVMH. Dem Firmengründer von Louis Vuitton ist in Asnières-sur-Seine eine Straße gewidmet (Rue Louis Vuitton). Mit Paris ist Asnières mit der Linie 13 der Métro verbunden, die am Ostrand der Stadt die Endhaltestelle Asnières–Gennevilliers Les Courtilles hat. Im Westen der Stadt befindet sich der Bahnhof Asnières-sur-Seine der SNCF an der aus dem Gare Saint-Lazare in Paris kommenden Strecke, die unter anderen von den Linien J und L des Transilien-Netzes und von verschiedenen Regionalzügen benutzt wird. Die Strecken werden von der Eisenbahnbrücke Asnières über die Seine geführt, eine der breitesten Eisenbahnbrücken der Welt. Der Straßenverkehr quert die Seine mit dem Pont d’Asnières und dem Pont de Clichy.
Seit dem Jahr 1959 ist Asnières-sur-Seine eine Partnerstadt des Bezirks Spandau von Berlin.

## Baudenkmäler
Siehe: Liste der Monuments historiques in Asnières-sur-Seine

## Söhne und Töchter der Stadt
- George O’Kelly (1831–1914), Komponist und Pianist
- Gaston Rivierre (1862–1942), Radsportler
- Georges Achille-Fould (1868–1951), Malerin
- Henri Barbusse (1873–1935), Politiker und Schriftsteller
- Marcel Chailley (1881–1936), Geiger und Musikpädagoge
- Jacques Natanson (1901–1975), Bühnenschriftsteller, Dialog- und Drehbuchautor
- Jacques Savoye (1905–1998), Unternehmer und Autorennfahrer
- Alfred Adam (1908–1982), Schauspieler und Drehbuchautor
- Jean Prenant (1909–1943), Autorennfahrer
- Henri Challan (1910–1977), Komponist
- René Challan (1910–1978), Komponist und Dirigent
- Ginette Keller (1925–2010), Komponistin
- Philippe Rousseau (* 1942), Klassischer Philologe
- Jean-Louis Florentz (1947–2004), Komponist
- Frédéric Gorny (* 1973), Schauspieler
- William Gallas (* 1977), Fußballspieler
- Lucie Lucas (* 1986), Schauspielerin
- Samy Shoker (* 1987), Schachspieler
- Romain Faivre (* 1998), Fußballspieler